# Кльонова (Мазовецьке воєводство)
Кльонова (пол. Klonowa) — село в Польщі, у гміні Русинув Пшисуського повіту Мазовецького воєводства.
Населення — 69 осіб (2011).
У 1975-1998 роках село належало до Радомського воєводства.

## Демографія
Демографічна структура станом на 31 березня 2011 року:
|          | Загалом | Допрацездатний вік | Працездатний вік | Постпрацездатний вік |
| -------- | ------- | ------------------ | ---------------- | -------------------- |
| Чоловіки | 27      | 7                  | 15               | 5                    |
| Жінки    | 42      | 9                  | 17               | 16                   |
| Разом    | 69      | 16                 | 32               | 21                   |